# 処羅可汗
処羅可汗（Čula qaγan、しょらかがん、チューラー・カガン、拼音：Chùluó kèhán、? - 620年）は、東突厥の可汗。始畢可汗の弟。処羅可汗というのは称号で、姓は阿史那氏、名は不明。俟利弗設というのは官職名である。

## 生涯
武徳2年（619年）2月、始畢可汗が死去し、その子の什鉢苾はまだ幼かったので、国人たちは泥歩設（でいほ・シャド）に任じ、幽州の北の東偏に住まわせ、弟の俟利弗設（イルテベル・シャド）を立てて、これを処羅可汗とした。処羅可汗は即位すると、早速、レビラト婚により義成公主を娶り、唐朝に遣使を送って朝貢した。
武徳3年（620年）2月、処羅可汗が使者を派遣して煬帝の皇后であった蕭氏とその孫である楊政道（斉王楊暕の遺腹の子）を迎えると、楊政道は隋王に擁立された。突厥に逃れた中国人たちが配下に置かれ、百官を置き、定襄城を居城とした。7月、秦王李世民は劉武周を討伐した。劉武周は突厥に逃げたが、馬邑に帰ろうとしたので、白道で突厥に殺された。この年、処羅可汗は亡くなり、義成公主はその子の奥射設を醜弱とし、廃してこれを立てず、処羅可汗の弟の咄苾を立てて、これを頡利可汗とした。

## 妻子
- 可賀敦（カガトゥン：皇后）
  - 義成公主
- 子
  - 奥射設

## 参考資料
- 『旧唐書』（列伝第百四十四上）
- 『新唐書』（列伝百四十上 突厥上）